# Axel Hedenlund
Rolf Axel Andreas Hedenlund, född den 11 februari 1888 i Borås, död den 18 april 1919 i Stockholm, var en svensk friidrottare (höjdhopp). Han tävlade för klubben IK Borås.

## Biografi
Hedenlund var son till bankdirektör Axel Hedenlund och Selma Bökman. Han utbildade sig till ingenjör vid Borås tekniska skola och var verksam hos Vattenfallsstyrelsen i Trollhättan och Skara. Hedenlund var därefter hos Siemens-Schuckert i Berlin och slutligen vid Nydqvist & Holm i Trollhättan.
År 1914 blev han inlagd på Romanäs sanatorium och avled några år senare i Stockholm, sannolikt av spanska sjukan. Axel Hedenlund jordfästes i krematoriets kapell på Norra kyrkogården utanför Stockholm och är gravsatt på S:t Ansgars griftegård i Borås.

## Främsta meriter
Hedenlund var svensk rekordhållare i höjdhopp 1907 till 1910. Han vann SM 1908. 

## Karriär (höjdhopp)
Den 22 december 1907 slog Hedenlund i Göteborg Olle Almqvists svenska rekord från 1905 (1,76) genom att klara 1,80. 
Han förbättrade den 1 mars 1908 (i Borås) sitt eget rekord genom att hoppa 1,82. Rekordet skulle komma att slås 1910 av Einar Häckner. Detta år vann Hedenlund även SM, på 1,73. Han var med vid OS i London 1908 men blev oplacerad i höjdhopp. Båda Hedenlunds rekordhopp genomfördes inomhus, vilket inte hindrade att de godkändes som svenska rekord.